# Madoryx pseudothyreus
Espèce
Madoryx pseudothyreus est une espèce d'insectes lépidoptères de la famille des Sphingidae, de la sous-famille des Macroglossinae, de la tribu des Dilophonotini et du genre Madoryx.

## Répartition et habitat
Répartition
Il est connu de la pointe de la Floride à Cuba et dans les Antilles.

## Description
L'envergure est 66-70 mm. Le papillon a une petite tache basale vert olive sur le dessus de l'aile antérieure qui est séparée en deux points. Il y a une bande marginale brune sur le dessous de l'aile antérieure.

## Biologie
Il y a plusieurs générations par an. Les adultes se nourrissent du nectar de fleurs diverses, y compris Asystasia gangetica.
Les chenilles se nourrissent de Avicennia germinans. Le dernier stade de développement de la chenille est de couleur crème avec des marbrures brun foncé et noires sur le dos et les côtés. 
La nymphose a lieu dans une chrysalide brun-rouille foncé qui incorpore des feuilles.

## Systématique
- L'espèce Madoryx pseudothyreus a été décrite par l'entomologiste américain Augustus Radcliffe Grote en 1865, sous le nom initial de Hemeroplanes pseudothyreus[1].
- La localité type est Cuba.

### Synonymie
- Hemeroplanes pseudothyreus Grote, 1865 Protonyme